# شيموس جوستين
شيموس جوستين (بالإنجليزية: Seamus Heath)‏ (6 ديسمبر 1961 ببلفاست في المملكة المتحدة - ) هو مدرب كرة قدم ولاعب كرة قدم بريطاني في مركز الوسط. لعب مع بورتاداون وديري سيتي وغلينتوران وليسبورن ديستليري ونادي ترانمير روفرز لكرة القدم ونادي ريكسهام ونادي كليفتونفيل ونادي لوتون تاون ولينكولن سيتي أف سي وBollklubben-46 ‏.

## وصلات خارجية
- شيموس جوستين على موقع قاعدة بيانات كرة القدم.إي يو (الإنجليزية)